# Самосвал

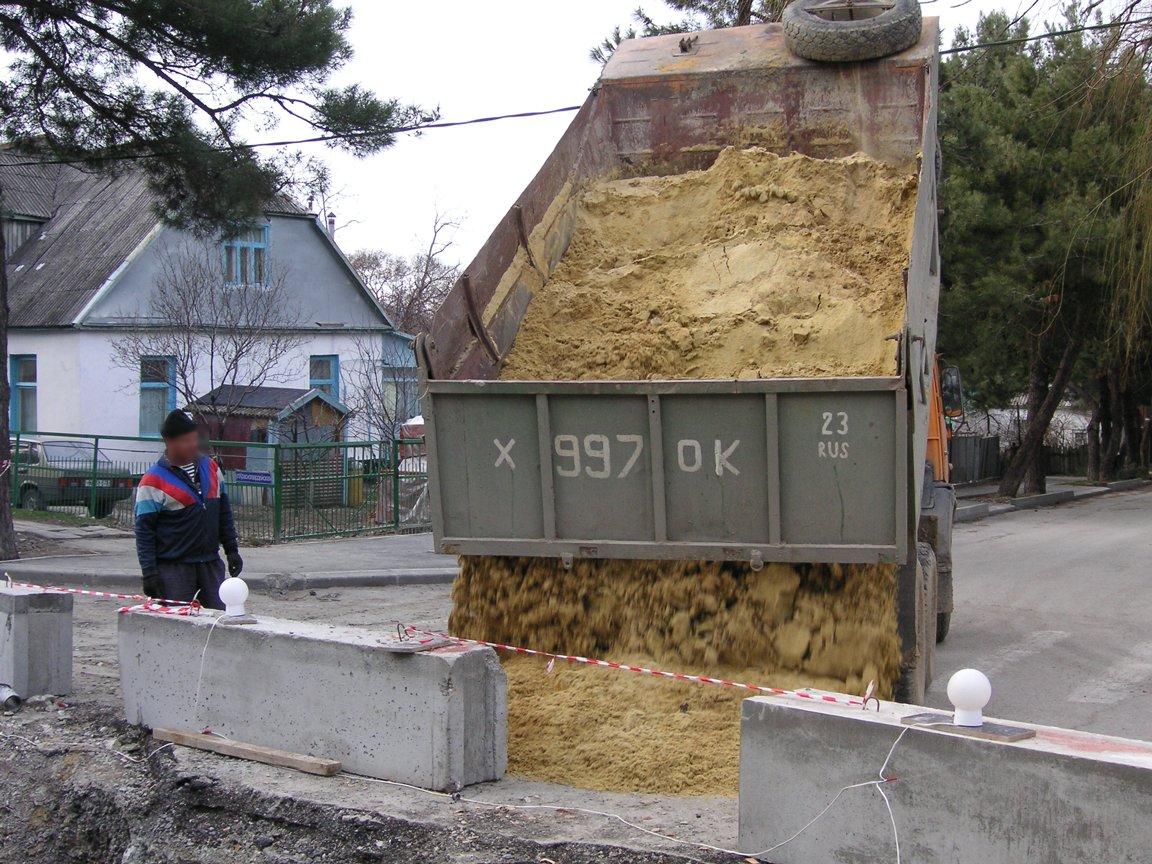
Разгрузка самосвала

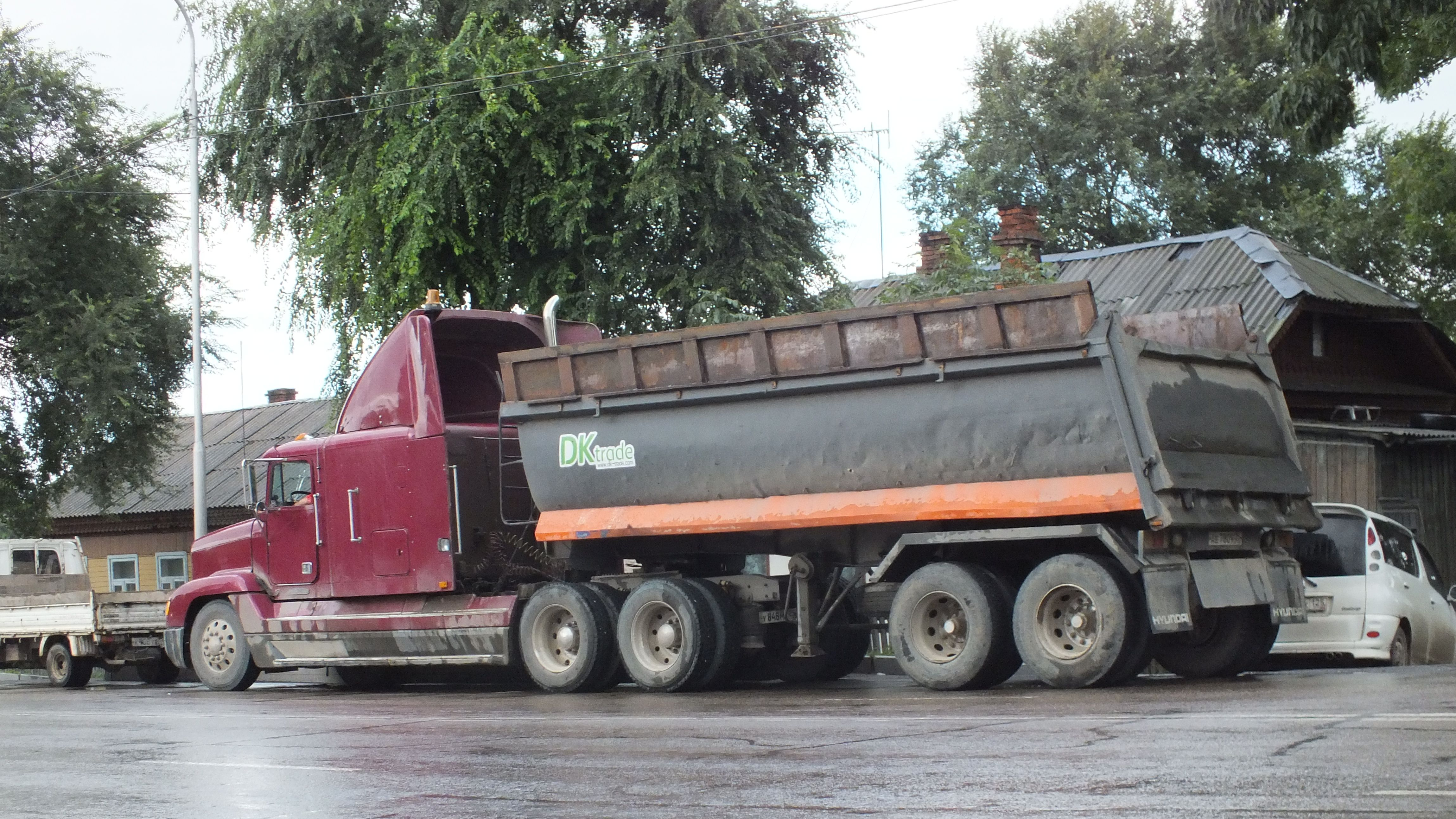
Самосвальный полуприцеп

Самосвал — грузовой саморазгружающийся автомобиль, прицеп или полуприцеп с кузовом (чаще бункерного типа), механически (как правило, гидравлически) наклоняемым для выгрузки груза или с принудительной разгрузкой (например, шнеком).
Также существуют самосвалы, для выгрузки которых применяется наклон всего автомобиля при помощи телескопических подъёмников.
Самосвалы применяются для перевозки навалочных, или сыпучих, или иных грузов, пригодных для такой выгрузки, которая производится посредством их опрокидывания из кузова.
Как правило, эти автомобили-самосвалы можно отличить от других грузовых транспортных средств (в частности, грузовых автомобилей с опрокидывающимися кузовами) по следующим параметрам:
- кузов самосвала выполнен из очень прочного стального листа; передняя его часть выдвинута над кабиной водителя для защиты кабины; все дно, или задняя его часть, направлена вверх;
- в некоторых случаях кабина водителя по ширине составляет только половину ширины самосвала;
- отсутствует подвеска осей;
- мощные тормоза;
- ограниченные скорость движения и зона действия;
- специальные шины, используемые для движения по грунту;
- благодаря прочной конструкции отношение собственной массы к полезной нагрузке не превышает 1:1,6;
- кузов может нагреваться отработавшими газами для предотвращения прилипания или замораживания перевозимого материала.

Самосвалы классифицируются:
- По типу выгрузки (наклоном или принудительной)
- По направлению выгрузки (вбок, назад)
- По типу кузова (бункер, платформа, съезжающий бункер, съезжающая платформа)

Хотя грузоподъёмность самосвала меньше, чем у аналогичного грузовика с фиксированной грузовой платформой, тем не менее самосвалы выгодны из-за сокращения времени на разгрузку, но только до определенной длины плеча перевозок, при превышении которого их рентабельность быстро падает. Самосвалы различают по способу разгрузки — задняя, боковая, двусторонняя и универсальная разгрузка на все стороны.
В России по состоянию на 2020 год самосвалы производят компании КАМАЗ, АЗ «УРАЛ», АЗ «ГАЗ» (только шасси под самосвалы САЗ, «Чайка-Сервис» и пр.) и «Тонар», ранее ММЗ (на шасси ЗИЛ) и «Яровит моторс». Во времена СССР крупными производителями самосвалов строительного назначения были МАЗ и КрАЗ, карьерные самосвалы выпускал (и выпускает) БелАЗ, а шахтные — МоАЗ. Самосвалы белорусского производства (МАЗ, БелАЗ и МоАЗ) до сих пор поставляются в Россию, тогда как поставки самосвалов КрАЗ, также составляющих значительную долю в парке страны, после 2014 года практически прекратили поступать на российский рынок.

## Дорожные самосвалы

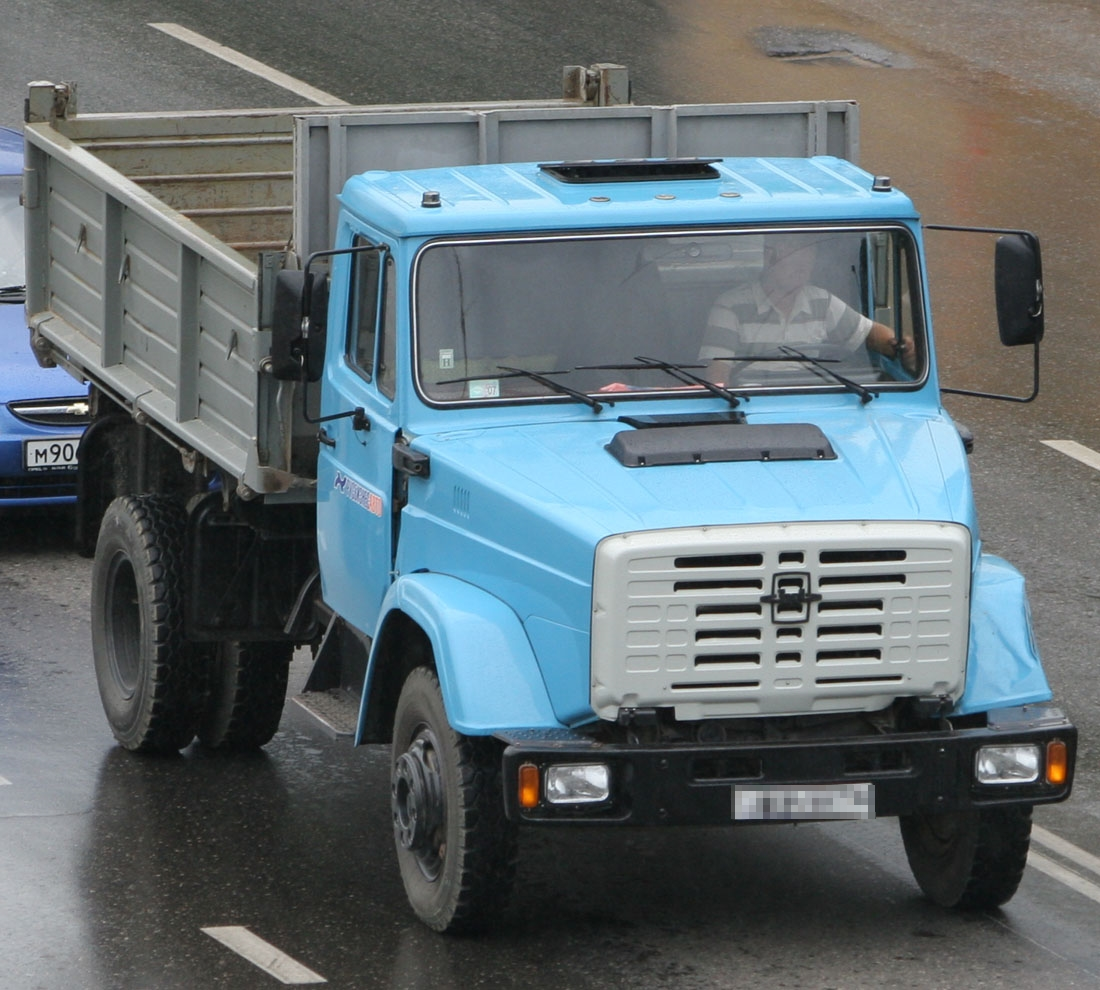
Самосвал ЗИЛ

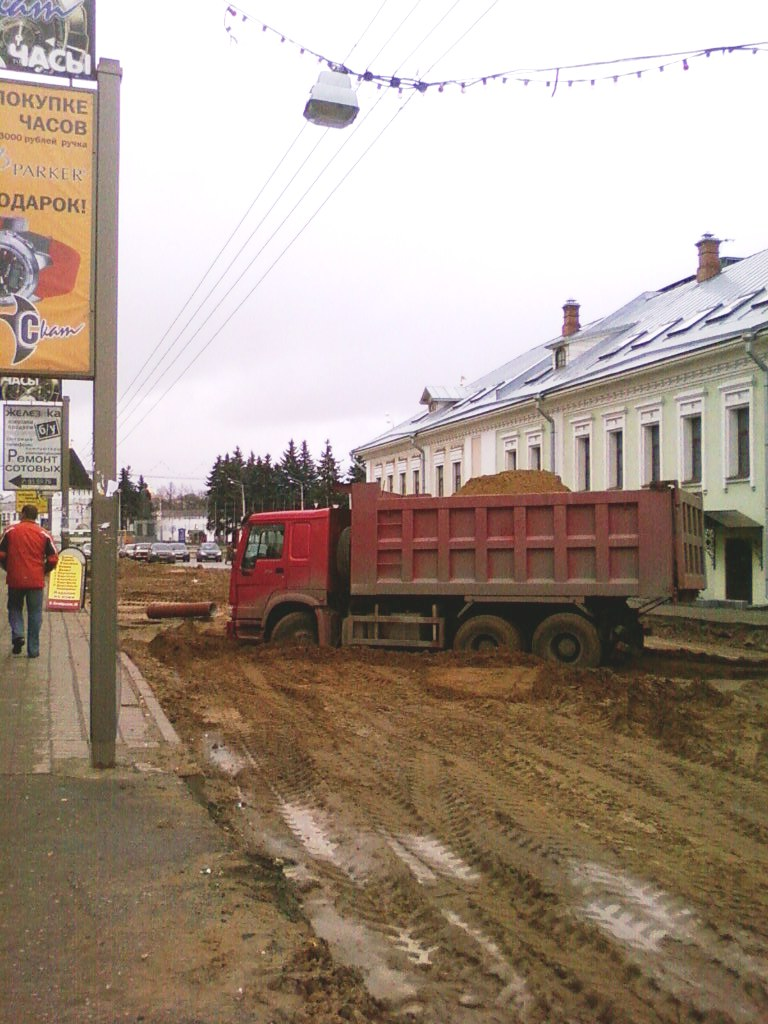
Относительно низкая проходимость дорожных самосвалов ограничивает возможность их применения в строительных работах

Самосвалы, предназначенные для дорог общего пользования, выпускают практически все производители грузовой техники. Эти машины используются в строительстве, ремонте, коммунальном хозяйстве, сельском хозяйстве, а также при добыче полезных ископаемых. Обычно они имеют от 2 до 4 осей и грузоподъёмность в пределах 40 тонн. Однако встречается и более внушительная техника, так, например, европейские GINAF и Terberg, китайский Shacman выпускают 5-осные самосвалы, американские же производители (Freightliner, Kenworth, Western Star…) доводят их количество до 7. Конструкция этих «многоножек» позволяет поднимать (поджимать) до четырёх осей и передвигаться на сохранивших контакт с поверхностью.

## Внедорожные (карьерные) самосвалы

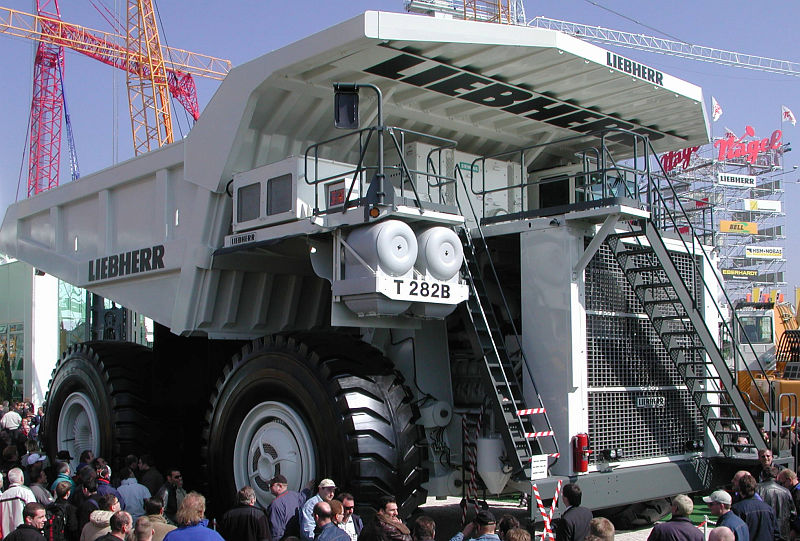
Карьерный самосвал Liebherr T282B — грузоподъёмность 363 тонны

Карьерные (внедорожные) самосвалы используются на открытой разработке полезных ископаемых. Из-за их габаритов и веса эксплуатация на дорогах общего пользования не представляется возможной. Крупные модели доставляются до места работы по частям и собираются уже на месте.
Наиболее целесообразной для тяжёлых самосвалов признана схема с двумя осями с задним или полным приводом и разгрузкой кузова назад. В 1970-е годы пытались использовать трёхосные самосвалы, как например Terex Titan и WABCO 3200B, но такие схемы в карьерах не прижились. Компания Kress предлагает самосвалы с донной разгрузкой, но это требует использования специального разгрузочного комплекса.
На современных сверхтяжёлых самосвалах обычно применяется гибридная силовая установка — дизельный двигатель приводит в действие генератор переменного тока, который питает тяговые электродвигатели, вращающие колёса (см. Электрическая передача). Тормозная система — также совмещённое действие гидравлики и электромоторов, которые в режиме торможения вырабатывают энергию. Над созданием электропривода трудятся совместно General Atomics (Terex), General Electric (Komatsu, БЕЛАЗ), Siemens (Hitachi, Liebherr, БЕЛАЗ).
Особняком стоит Caterpillar 797B, который обходится без лишних элементов (генератора и электродвигателей). Этому способствует самый большой в мире двигатель из тех, что устанавливаются на грузовики — CAT 3524B (два совмещённых CAT 3512B), 24 цилиндра, объёмом 117 литров, крутящий момент переваливает за 16000 Н*м (запас 22 %). Машина имеет 7-ступенчатую гидромеханическую трансмиссию. Тормоза гидравлические. Однако в настоящее время компания готовит к производству новое поколение самосвалов, которые будут иметь дизель-электрический привод, разработанный совместно с Mitsubishi Electric.
Наибольшая эффективность подобных гигантов достигается при использовании в паре с гидравлическим или тросовым экскаватором, осуществляющим загрузку за 3-5 циклов. Уже есть экскаваторы, оборудованные ковшом, вмещающим более 76 кубометров породы (более 100 тонн), а 26 сентября 2013 года на испытательном полигоне Белорусского автомобильного завода был представлен самосвал БелАЗ-75710, который позволяет перевозить 450 т полезного груза.
Сейчас выпуском карьерных самосвалов занимаются более 20 компаний. Основную часть рынка, более 95 %, составляют самосвалы грузоподъёмностью до 40 тонн.
В России разработкой карьерных самосвалов занимается компания «Тонар», в 2018 году выпустившая 60-тонную версию Тонар-7501.
| Производитель    | Модель      | Грузоподъёмность, тонн | Полная масса, тонн | Двигатель             | Мощность, л. с. | Максимальная скорость, км/ч | Год выпуска | Ссылка                                               |
| ---------------- | ----------- | ---------------------- | ------------------ | --------------------- | --------------- | --------------------------- | ----------- | ---------------------------------------------------- |
| БЕЛАЗ            | 75710       | 450                    | 810                | MTU / Siemens MMT 500 | 4600            | 64                          | 2013        | (недоступная ссылка)                                 |
| Liebherr         | T 284       | 363-375                | 605-617            | MTU                   | 3621/4023       | 57                          | 2018        |                                                      |
| Caterpillar      | 798 AC      | 372                    | 623                | Caterpillar           | 3500/4150       | 64                          | 2019        |                                                      |
| Caterpillar      | 797F        | 363                    | 623                | Caterpillar           | 4000            | 67                          | 2009        |                                                      |
| Unit Rig (Terex) | MT 6300AC   | 363                    | 598                | MTU                   | 3750            | 64                          | 2008        | Архивная копия от 22 октября 2008 на Wayback Machine |
| Liebherr         | T 282 °C    | 363                    | 592                | MTU                   | 3755/4023       | 64                          | 2010        |                                                      |
| Liebherr         | T 282 B     | 363                    | 592                | MTU                   | 3650            | 64                          | 2004        |                                                      |
| Komatsu          | 980E        | 363                    | 625                | Komatsu               | 3500            | 61                          | 2016        |                                                      |
| БЕЛАЗ            | 75601       | 360                    | 610                | MTU                   | 2800/3807       | 64                          | 2010        |                                                      |
| Caterpillar      | 797В        | 345                    | 623                | Caterpillar           | 3550            | 67                          | 1998        |                                                      |
| Komatsu          | 960E        | 327                    | 576                | Komatsu               | 3500            | 65                          | 2008        |                                                      |
| Unit Rig (Terex) | MT 5500     | 326                    | 543                | MTU/Cummins           | 2700            | 64                          | 2006        | Архивная копия от 8 января 2008 на Wayback Machine   |
| БЕЛАЗ            | 75600       | 320                    | 560                | Cummins               | 2610/3549       | 64                          | 2006        |                                                      |
| Terex            | 33-19 Titan | 317,5                  | 550                | Electro-Motive        | 3300            | 48                          | 1974        |                                                      |
| Caterpillar      | 795F AC     | 313                    | 570                | Caterpillar           | 3400            | 64                          | 2009        |                                                      |
| Euclid-Hitachi   | EH 5000     | 286-315                | 528                | MTU                   | 2700            | 67                          | ?           |                                                      |
| Liebherr         | TI 274      | 290                    | ?                  | MTU                   | 3000            | 64                          | 2007        |                                                      |
| Komatsu          | 930E        | 290                    | 502                | Komatsu               | 2700/3500       | 64                          | 1996        |                                                      |
| Euclid-Hitachi   | EH 4500     | 282                    | 435                | MTU/Cummins           | 2700            | 67                          | ?           |                                                      |
| Komatsu          | 860E        | 254                    | ?                  | Komatsu               | 2700            | 64                          | 2008        |                                                      |
| БЕЛАЗ            | 75310       | 240                    | 401                | Cummins               | 1864/2535       | 64                          | ?           |                                                      |
| Euclid           | R260        | 238                    | 387                | Detroit Diesel        | 2500            | 49                          | 1997        |                                                      |
| Caterpillar      | 793F        | 226,8                  | 390                | Caterpillar           | 2650            | 60                          | 2009        |                                                      |
| Komatsu          | 830E        | 222                    | 385                | Komatsu               | 2500            | 49                          | ?           |                                                      |
| БЕЛАЗ            | 75307       | 220                    | 376                | Cummins               | 1715/2330       | 64                          | ?           |                                                      |
| БЕЛАЗ            | 75306       | 220                    | 376                | Cummins               | 1715/2330       | 43                          | ?           |                                                      |
| БЕЛАЗ            | 75302       | 220                    | 376                | MTU                   | 1715/2330       | 43                          | ?           |                                                      |
| Kress            | 200C        | 220                    | 342                | Caterpillar           | 1700            | 73                          | ?           |                                                      |
| Unit Rig (Terex) | MT 4400AC   | 218                    | 392                | MTU/Cummins           | 2700            | 64                          | ?           | Архивная копия от 8 января 2008 на Wayback Machine   |
| Liebherr         | T 262       | 218                    | 390                | MTU                   | 2500            | 51                          | ?           | (недоступная ссылка)                                 |
| Caterpillar      | 793В        | 218                    | 383                | Caterpillar           | 2415            | 54                          | ?           |                                                      |
| WABCO            | 3200В       | 214                    | 383                | GM                    | 2475            | ?                           | 1978        |                                                      |

## Сочленённые самосвалы
Самосвал с шарнирно-сочленённой рамой (землевоз, сочленённый самосвал, англ. articulated hauler, articulated dump truck, dumper), используется на строительных и карьерных работах, там где требуется повышенная проходимость и манёвренность. Трёхосные модели сочленённых самосвалов имеют шесть ведущих колёс. Более того, современные модели самосвалов оснащаются выключателем межколёсного дифференциала.
Caterpillar применяет на своих самосвалах систему «Ejector» (модели 730 Ejector и 740 Ejector) — подвижная стенка в кузове выталкивает его содержимое, что позволяет осуществлять разгрузку на ходу, без опрокидывания кузова.
Bell может предложить самосвалы с гусеничным ходом.
Hydrema имеет поворотный механизм кузова, это даёт возможность разгружаться, не только назад, но и в любую из боковых сторон.
Сочленённые самосвалы выпускают компании — Astra, Bell Equipment (в странах Азии и в Австралии известны под маркой Hitachi, а в Америке под маркой DEERE (John Deere)), Case, Caterpillar, Hydrema, JCB, Komatsu, Liebherr, Moxy, Terex, Volvo, БЕЛАЗ, МоАЗ, BALTIETS («ЗСМ-БАЛТИЕЦ»).
| Производитель | Модель      | Грузоподъёмность, т | Полная масса, т | Двигатель — мощность (л. с.) — крутящий момент (Н*м) | Максимальная скорость, км/ч | Ссылка |
| ------------- | ----------- | ------------------- | --------------- | ---------------------------------------------------- | --------------------------- | ------ |
| Volvo         | A60H        | 55                  | 98,4            | Volvo — 630 / 2960                                   | 55                          | [ 4 ]  |
| Moxy          | MT51        | 46,2                | 77,6            | Cummins — 510 / —                                    | 54                          |        |
| Bell          | B50D        | 45,4                | 79,9            | Mercedes — 523 / 2147                                | 48                          |        |
| Hitachi       | AH500-D     | 45,4                | 81,5            | Mercedes — 523 / 2147                                | 48                          |        |
| Caterpillar   | 740         | 39,5                | 72,6            | Caterpillar — 469 / 2412                             | 54                          |        |
| Caterpillar   | 740 Ejector | 38                  | 73,6            | Caterpillar — 469 / 2412                             | 54                          |        |
| Terex         | TA40        | 38                  | 68,8            | Detroit Diesel — 450 / 2100                          | 60                          |        |
| Moxy          | MT41        | 37,2                | 64,3            | Scania — 450 / —                                     | 53                          |        |
| Bell          | B40D        | 37                  | 66,8            | Mercedes — 422 / 1974                                | 52                          |        |
| Hitachi       | AH40-D      | 37                  | 66,9            | Mercedes — 422 / 1974                                | 52                          |        |
| John Deere    | 400D        | 37                  | 66,9            | Mercedes — 422 / 1974                                | 52                          |        |
| Astra         | ADT 40C     | 37                  | 66              | Iveco — 455 / 2000                                   | 50                          |        |
| Komatsu       | HM400-2     | 36,5                | 69              | Komatsu — 453 / 2090                                 | 58                          |        |
| Case          | 340B        | 36                  | 65              | Case — 456 / 2000                                    | 50                          |        |

## Самосвалы для подземных работ
Самосвалы для подземных работ предназначены для транспортирования и выгрузки взорванных или разрыхлённых механическим способом пород в стеснённых условиях подземных шахт, при добыче полезных ископаемых и строительстве тоннелей. Конструкция позволяет использовать их и на открытых разработках, но не столь эффективно.
Подземные самосвалы выпускают компании Atlas Copco, Caterpillar, DUX Machinery, Paus, Sandvik, БЕЛАЗ, МоАЗ.
| Производитель | Модель      | Грузоподъёмность, т | Собственная масса, т | Двигатель — Мощность (л. с.) | Колесная формула | Максимальная скорость, км/ч | Ссылка |
| ------------- | ----------- | ------------------- | -------------------- | ---------------------------- | ---------------- | --------------------------- | ------ |
| Sandvik       | Supra 0012H | 80                  | 58                   | Detroit Diesel — 425         | 10x8             | —                           |        |
| Caterpillar   | AD60        | 60                  | 50                   | Caterpillar — 805            | 4x4              | 41                          |        |
| Sandvik       | TORO 60     | 60                  | 48,5                 | Cummins — 760                | 6x4              | —                           |        |
| Atlas Copco   | MT6020      | 60                  | 43,9                 | Cummins — 760                | 4x4              | —                           |        |
| Caterpillar   | AD55B       | 55                  | 47                   | Caterpillar — 805            | 4x4              | 41                          |        |
| Sandvik       | TORO 50     | 50                  | 32,5                 | Detroit Diesel — 525         | 4x4              | —                           |        |
| Atlas Copco   | MT5020      | 50                  | 42                   | Cummins — 650                | 4x4              | —                           |        |
| Caterpillar   | AD45B       | 45                  | 40                   | Caterpillar — 587            | 4x4              | 52                          |        |
| DUX           | TD45        | 41                  | 39,4                 | Detroit Diesel — 575         | 4x4              | —                           |        |
| Sandvik       | TORO 40     | 40                  | 30,7                 | Detroit Diesel — 475         | 4x4              | —                           |        |
| БЕЛАЗ         | 75800       | 40                  | 35,5                 | Cummins — 476                | 4x4              | 40                          |        |
| МоАЗ          | 7508        | 35                  | 29                   | ЯМЗ — 360                    | 6x4              | 40                          |        |

Самосвалы для осуществления вывоза снега — это специализированная техника, предназначенная для транспортировки снега на снегоплавильные пункты.

## Опасности

### Столкновения
Самосвалы обычно строятся для некоторого количества поездок по бездорожью или на стройплощадках. Поскольку водитель защищен шасси и высотой водительского сиденья, бамперы либо размещены высоко, либо опущены для увеличения дорожного просвета. Недостаток в том, что при столкновении со легковым автомобилем вся моторная секция или багажное отделение уходит под грузовик. Таким образом, пассажиры в автомобиле могут получить более серьезные травмы, чем при столкновении с другим автомобилем. Некоторые страны установили правила, согласно которым новые грузовики должны иметь бамперы на высоте примерно 40 см (16 дюймов) над землёй, чтобы защитить других водителей. Существуют также правила, касающиеся того, на сколько груз или конструкция грузовика может выходить за пределы заднего бампера, чтобы предотвратить попадание под него автомобилей, идущих сзади грузовика.

### Аварии при движении задним ходом и разгрузке
Поскольку при подъеме кузова центр масс самосвала, особенно в момент начала разгрузки, пока в кузове еще много груза значительно поднимается — устойчивость самосвалов очень низкая. Поэтому по соображением безопасности важным является выравнивание самосвала перед разгрузкой. Если самосвал не установлен на относительно горизонтальной поверхности или грунт под колесами слабый машина может опрокинуться вбок. Опасно на самосвале и движение задним ходом, особенно резкое торможение. В этом случае самосвал может опрокинуться назад. Прицеп с подвижным днищем — это способ устранить эту опасность.
Из-за своего размера и сложности поддержания визуального контакта с пешими рабочими самосвалы могут представлять опасность, особенно при движении задним ходом. Зеркала и резервная сигнализация обеспечивают определенный уровень защиты, а наличие наблюдателя, работающего с водителем, также снижает количество травм и смертельных случаев при движении задним ходом.

### Аварии при движении с поднятым кузовом
При интенсивной работе водители часто забывают опускать кузов после разгрузки. Движение с поднятым кузовом приводит к очень серьезным авариям, часто с гибелью людей и большим материальным ущербом: опрокидыванию машины, контакту с проводами ЛЭП и контактной сети, ударам по мостовым конструкциями и последующему их падению. Особенно опасно движение с поднятым длинным кузовом самосвального полуприцепа. Поэтому производители самосвалов начиная с 2010-х годов оборудуют машины сигнализацией о движении с поднятым кузовом.